# 郑州公交43路
郑州公交43路是中华人民共和国河南省郑州市的一条已停运的公共汽车线路，停运前来往于金水东路公交站与紫荆山，曾为市中心通往郑东新区以及龙子湖高校园区东南部的主要线路。该线路开通于2004年，并已于2023年11月1日停运，线路与29路合并为G29路。

## 线路历史

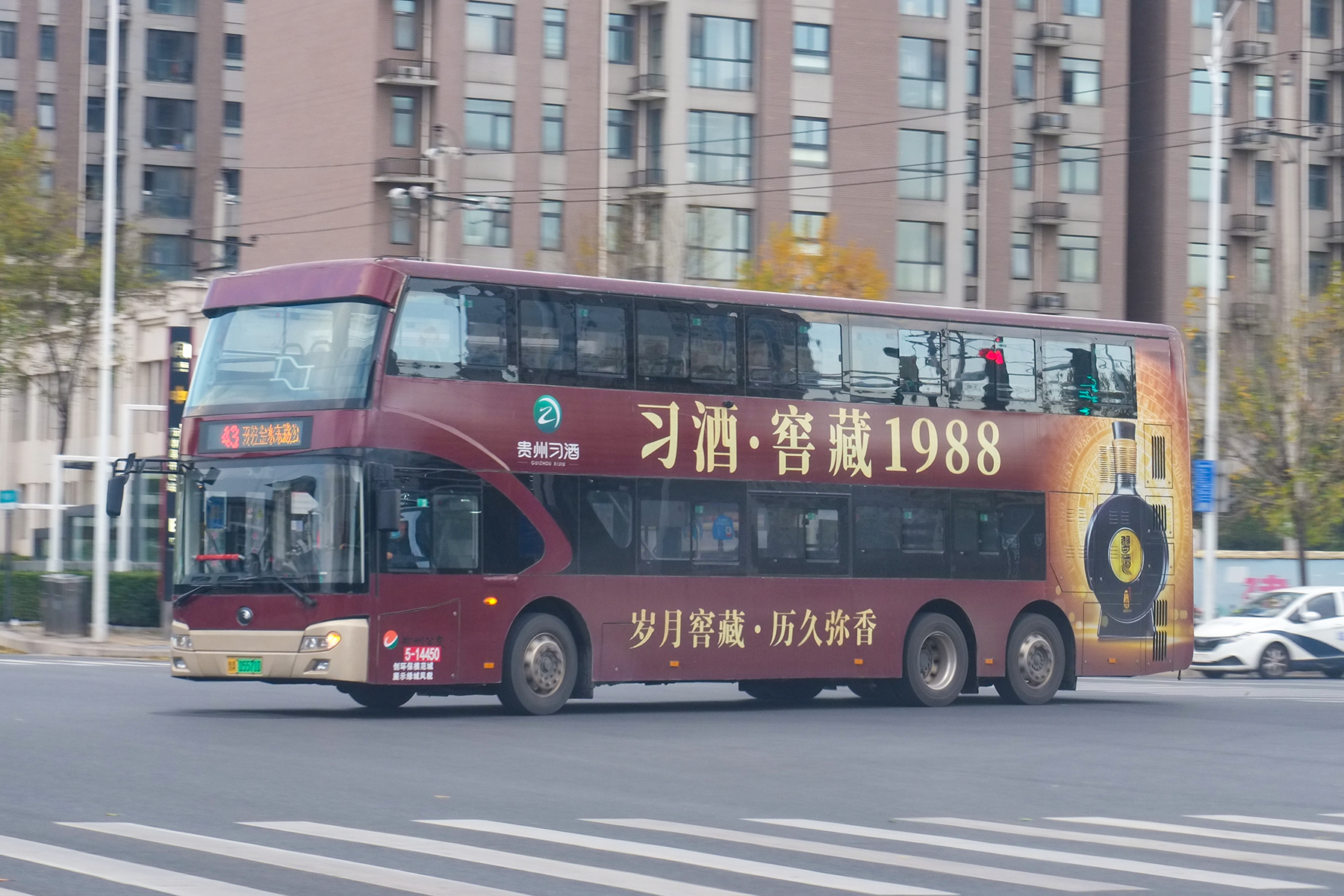
运行于43路的宇通E12DD纯电动双层巴士

43路开通于2004年，最初线路为紫荆山-郑东新区管委会（现金水立交东北侧一带）。后随着郑东新区的建设和发展，线路逐渐延伸至龙子湖高校园区一带。
2014年7月10日，本线线路东端始发站由河南警察学院延伸至金水东路公交站。2019年7月15日，本线路投入运营一批宇通E12DD型纯电动双层巴士。
2023年11月1日，43路随郑州公交线路调整而撤销停运，原43路与原29路合并为G29路。

## 线路基本资料（停运前）

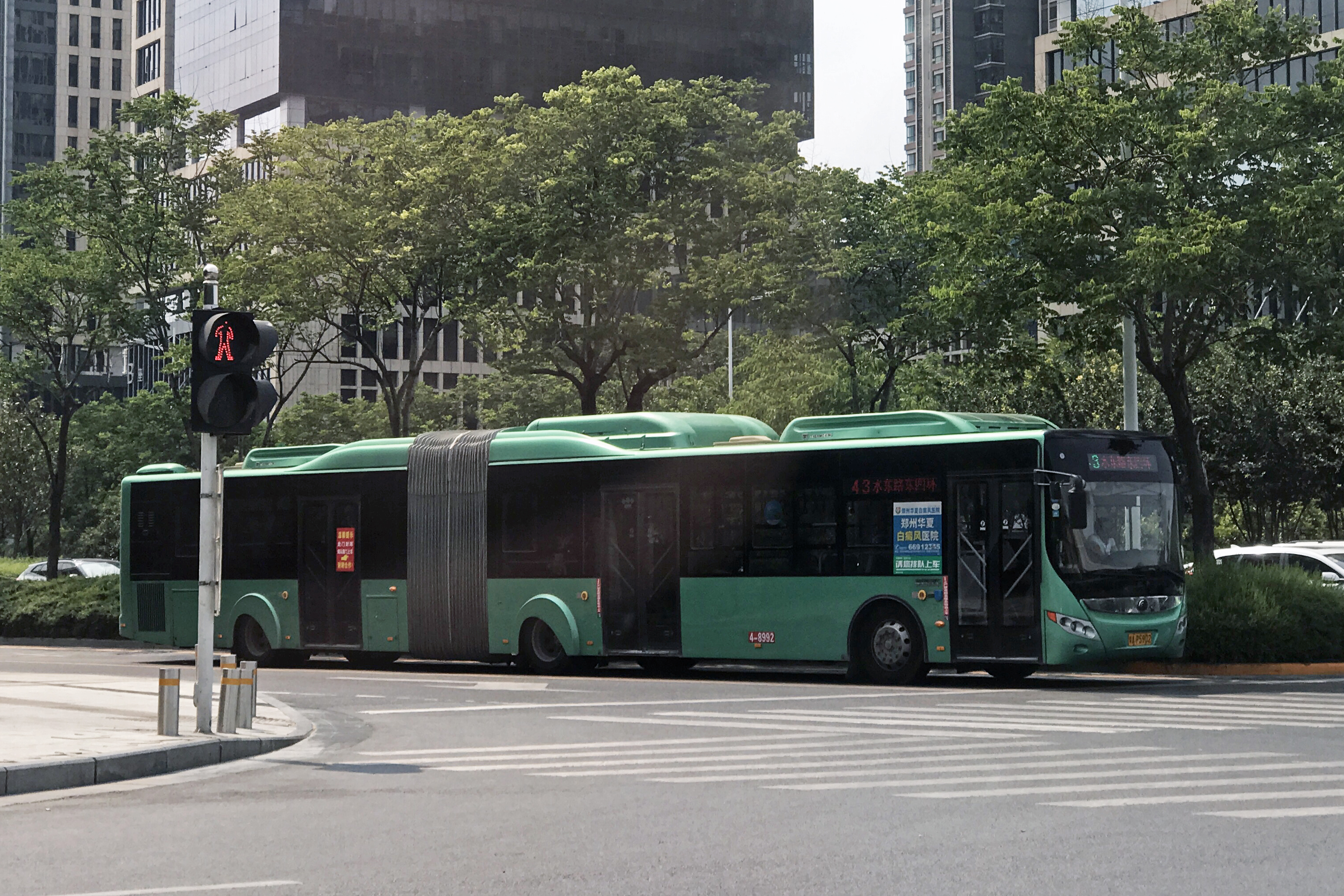
运行于43路的宇通ZK6180CHEVNPG3型混合动力铰接客车

### 线路走向
金水东路公交站↔紫荆山金水路东
- 经过道路：东四环、平安大道、龙子湖东路、明理路、学理路、博学路（下行）/文苑南路（上行）、金水东路、金水路

### 服务时间
- 金水东路公交站：06:30～20:30
- 紫荆山金水路东：06:30～20:30

### 收费
- 全程单价RMB¥1，无人售票，支持绿城通（普通储值卡8折，成人月票5折，学生月票2.5折，老年卡免费）、微信/支付宝乘车码及银联云闪付。

### 与郑州地铁的换乘
- █ 1号线：紫荆山、燕庄、民航路、黄河南路、农业南路、市体育中心
- █ 2号线：紫荆山
- █ 5号线：金水东路

### 停站
43路各停靠站点如下表所示：
| 下行站序 | 上行站序 | 站名                     | 所在道路          | 轨交换乘                                         | 周边地点                                                   |
| 1        | 28       | 金水东路公交站           | 东四环            |                                                  | 河南财经政法大学郑东校区                                   |
| -        | 27       | 东四环平安大道           | 东四环            | 河南农业大学龙子湖校区、河南警察学院龙子湖校区   |                                                            |
| 2        | -        | 平安大道东四环           | 平安大道          | 河南农业大学龙子湖校区、河南警察学院龙子湖校区   |                                                            |
| 3        | 26       | 省警察学院               | 平安大道          | 河南农业大学龙子湖校区、河南警察学院龙子湖校区   |                                                            |
| 4        | 25       | 龙子湖东路平安大道       | 龙子湖东路        | 河南警察学院龙子湖校区                           |                                                            |
| 5        | 24       | 河南财经政法大学（西门） | 龙子湖东路        | 河南财经政法大学郑东校区                         |                                                            |
| -        | 23       | 龙子湖南路明理路         | 龙子湖南路        | 河南司法警官职业学院东校区、河南中医药大学住宅区 |                                                            |
| 6        | -        | 明理路龙子湖南路         | 明理路            | 河南司法警官职业学院东校区、河南中医药大学住宅区 |                                                            |
| 7        | 22       | 河南中医药大学           | 明理路            | 河南中医药大学龙子湖校区                         |                                                            |
| 8        | 21       | 明理路金水东路           | 明理路            | 1 市体育中心                                     | 中原网球中心、河南省社会主义学院                           |
| 9        | 20       | 河南省红十字会           | 学理路            | 1 市体育中心                                     | 河南省红十字会、新芒果和郡                                 |
| 10       | 19       | 河南省生态环境厅         | 学理路            |                                                  | 河南省生态环境厅、正商铂钻、春华学校                       |
| 11       | 18       | 河南省卫生健康委员会     | 学理路            | 河南省卫生健康委员会、博学路便民服务中心         |                                                            |
| 12       | 17       | 华北水利水电大学         | 金水东路/文苑南路 | 华北水利水电大学龙子湖校区                       |                                                            |
| 13       | 16       | 金水东路贾岗             | 金水东路          | 贾岗社区、美侨世纪广场                           |                                                            |
| 14       | 15       | 金水东路东三环           | 金水东路          |                                                  |                                                            |
| 15       | 14       | 金水东路中兴路           | 金水东路          | 楷林IFC、雅宝东方国际广场                        |                                                            |
| 16       | 13       | 金水东路心怡路           | 金水东路          | 5 金水东路                                       | 绿地新都会、新田360广场绿地新都会店、绿地原盛国际          |
| 17       | 12       | 金水东路东风南路         | 金水东路          |                                                  |                                                            |
| -        | 11       | 金水东路众旺路           | 金水东路          | 楷林中心、河南出版大厦                           |                                                            |
| 18       | 10       | 金水东路农业南路         | 金水东路          | 1 农业南路                                       | 河南省人民政府、河南省交通运输厅、美盛中心、美盛喜来登酒店 |
| 19       | 9        | 金水东路黄河南路         | 金水东路          | 1 黄河南路                                       | 万鼎广场、阿卡迪亚小区、聚龙城、龙腾盛世                   |
| -        | 8        | 金水东路聚源路           | 金水东路          |                                                  | 豫航佳苑、中凯华府                                         |
| 20       | 7        | 金水东路通泰路           | 金水东路          | 鑫苑中央花园                                     |                                                            |
| 21       | 6        | 金水立交                 | 金水路            | 广汇PAMA、楷林国际、河南信息广场、盛润国际广场   |                                                            |
| 22       | 5        | 金水路民航路             | 金水路            | 1 民航路                                         | 郑州海关、国家开发银行大厦、建国饭店                       |
| 23       | 4        | 金水路未来路             | 金水路            | 1 燕庄                                           | 升龙大厦、金水升龙广场、郑州希尔顿酒店、兴业大厦           |
| 24       | 3        | 金水路东明路             | 金水路            |                                                  | 河南中医药大学第三附属医院、盛世民航国际酒店               |
| 25       | 2        | 国际饭店                 | 金水路            | 河南中州皇冠假日酒店、郑州中州智选假日酒店       |                                                            |
| 26       | 1        | 紫荆山金水路东           | 金水路            | 12 紫荆山                                        | 紫荆山公园、河南省人民会堂、水利部黄河水利委员会           |